# Борисов, Пётр Васильевич
Петр Васильевич Борисов (13 декабря 1896, село Рождество, Арининская волость, Тверской уезд, Тверская губерния — 24 февраля 1959, Ленинград) — советский военачальник, генерал-майор (3 июня 1944), участник Первой мировой, Гражданской, Советско-финляндской и Великой Отечественной войн.

## Биография
С декабря 1915 по декабрь 1917 год служил в Русской императорской армии, с 3 апреля — в Рабоче-крестьянской Красной армии.
В 1916 году после окончания Владимирского военного училища был назначен младшим офицером в 98-й запасной пехотный полк в Пензе, затем воевал в составе 6-го Сибирского стрелкового полка в должностях командира взвода и роты на Северо-Западном фронте.
Во время Гражданской войны добровольно вступил в ряды Рабоче-крестьянской Красной армии и в составе 3-й стрелковой бригады служил на Петроградском фронте. В мае 1919 года в бою был контужен.
В марте 1939 года, будучи майором, он был назначен командиром 222-го стрелкового полка 49-й стрелковой дивизии и участвовал в Советско-финляндской войне 1939—1940 годов на Карельском перешейке.
3 нюня 1941 года был назначен командиром 181-й стрелковой дивизии Прибалтийского военного округа, которая входила в состав 24-го Латышского стрелкового корпуса 27-й армии.
В начале сентября полковник Борисов вступил в должность командира 259-й стрелковой дивизией, которая входила в состав 34-й армии Северо-Западного фронта и участвовала в Демянской операции.
С января 1944 года он командовал 43-й стрелковой дивизией 2-й ударной армии, которая участвовала в Ленинградско-Новгородской наступательной операции.
В августе 1944 года дивизия участвовала в Тартуской, Прибалтийской и Рижской операциях, в освобождении Прибалтики. 13 августа 1944 за освобождение города Выру Борисов был награжден орденом Александра Невского, а дивизия стала именоваться «Тартуская».
В январе 1945 года дивизия вошла в состав 14-й гвардейского стрелкового корпуса 22-й армии 2-го Прибалтийского фронта. Затем участвовала в составе Ленинградского фронта в боях по уничтожению курляндской группировки противника.
В январе 1946 года был назначен командиром 179-й стрелковой дивизии.
В июле 1946 году ушёл в отставку по болезни.
Умер 24 февраля 1959 и похоронен Санкт-Петербурге на Большеохтинском кладбище.

## Награды
- Орден Ленина (21.02.1945);
- 3 Ордена Красного Знамени (1941, 17.02.1944; 03.11.1944);
- Орден Александра Невского (29.08.1944);
- Орден Отечественной войны I степени (15.10.1943);
- Медаль «XX лет Рабоче-Крестьянской Красной Армии» (22.02.1938);
- Медаль «За оборону Ленинграда» (22.12.1942).